# Mark Sanchez (Maskenbildner)
Mark Sanchez ist ein Maskenbildner.

## Leben
Sanchez begann seine Karriere im Filmstab 1985 beim Fernsehen mit einem David-Copperfield-Fernsehspecial. Es folgten weitere Arbeiten für das Fernsehen, sein erster Spielfilm war die Komödie Eine Million für Juan von Regisseur Paul Rodriguez. Sein zweiter Film war Gregory Navas Filmdrama Meine Familie. 1996 war er hierfür zusammen mit Ken Diaz für den Oscar in der Kategorie Bestes Make-up und beste Frisuren nominiert, es gewann in diesem Jahr jedoch Mel Gibsons Historiendrama Braveheart.
Sanchez war neben seinen Filmengagements auch für das Fernsehen tätig, unter anderem an den Fernsehserien Friends, New York Cops – NYPD Blue, The Closer und True Detective. 2000 war er für die Sitcom Die wilden Siebziger für den Primetime Emmy nominiert, den er jedoch nicht gewinnen konnte. Zudem war er für die Talkshow The Joan Rivers Show zwischen 1991 und 1993 drei Mal in Folge für den Daytime Emmy nominiert; diese Auszeichnung konnte er 1992 gewinnen.

## Filmografie (Auswahl)
- 1995: Meine Familie (My Family)
- 1997: Selena – Ein amerikanischer Traum (Selena)
- 1997: U-Turn – Kein Weg zurück (U-Turn)
- 1998: Why Do Fools Fall in Love – Die Wurzeln des Rock ’n’ Roll (Why Do Fools Fall in Love)
- 2008: Prom Night
- 2011: A Better Life

## Auszeichnungen (Auswahl)
- 1996: Oscar-Nominierung in der Kategorie Bestes Make-up und beste Frisuren für Meine Familie